# Johann Peter Pauls
Johann Peter Pauls, auch Johann Petrus Pauls (* 1783; † 23. Oktober 1845 in Düsseldorf), war ein königlich preußischer Geheimer Regierungs-, Medizinal- und Oberpräsidialrat, der in Koblenz und Düsseldorf wirkte und sich als Naturforscher und Übersetzer betätigte.

## Leben
Johann Peter Pauls studierte an der Universität Straßburg Medizin, wurde 1806 in Straßburg promoviert und wirkte beruflich später als königlich preußischer Geheimer Regierungs-, Medizinal- und Oberpräsidialrat in Koblenz. Nach seinem Eintritt in den Ruhestand betätigte er sich zuletzt als Privatgelehrter in Düsseldorf.
Johann Peter Pauls trat vor allem als Übersetzer naturwissenschaftlicher Schriften in Erscheinung und arbeitete dabei eng mit dem Mineralogen und Geologen Jacob Nöggerath zusammen, mit dem er gemeinsam mehrere Schriften spanischer, französischer und englischer Forscher ins Deutsche übersetzte und veröffentlichte.
Er wurde am 28. November 1826 unter der Präsidentschaft von Christian Gottfried Daniel Nees von Esenbeck mit dem akademischen Beinamen Fracastorius unter der Matrikel-Nr. 1308 als Mitglied in die Kaiserliche Leopoldino-Carolinische Akademie der Naturforscher aufgenommen.
Von seiner Korrespondenz sind an ihn gerichtete Briefe des Philosophen Friedrich Wilhelm Joseph Schelling vom 26. Dezember 1805 und des Mediziners und Naturforschers Lorenz Oken vom 14. März 1806 sowie ein von ihm am 6. Mai 1828 an Johann Hugo Wyttenbach gesendeter Brief überliefert.

## Schriften
als Autor
- mit Henricus Cornelius Best und Franz Schmitz: Respiratio pulmonum fetus et cutis. Dissertationes tres. Heitz, Straßburg 1806

als Übersetzer
- mit Jacob Nöggerath: Sammlung von Arbeiten ausländischer Naturforscher über Feuerberge und verwandte Phänomene. Deutsch bearbeitet von J. Nöggerath und J. P. Pauls. Schönian, Elberfeld
  - 1. Band: Der Vesuv in seiner Wirksamkeit während der Jahre 1821, 1822 und 1823, nach physikalischen, mineralogischen und chemischen Beobachtungen und Versuchen dargestellt von Teodoro Monticelli und Niccolò Covelli. Aus dem Italienischen übersetzt und mit Anmerkungen begleitet von Jakob Nöggerath und J. P. Pauls. Schönian, Elberfeld 1824 (Digitalisat)
  - 2. Band: Die Vulkane auf Java von Thomas Stamford Raffles. – Über den Monte-Somma von Louis Albert Necker. – Vulkane in der Auvergne von Charles Daubeny. Aus dem Engl. und dem Franz. übers. und mit Anm. begleitet von J. Nöggerath, und J. P. Pauls. Schönian, Elberfeld 1825 (Digitalisat)
- mit Jacob Nöggerath: Berg-Ordnung für Neuspanien, welche in allen Theilen der vormaligen Königl. Spanischen Besitzungen Amerika's noch kraftbeständig ist. Weber, Bonn 1828 (Digitalisat)